# چستر ارسکین
چستر ارسکین (انگلیسی: Chester Erskine؛ ۲۹ نوامبر ۱۹۰۵ – ۷ آوریل ۱۹۸۶) یک کارگردان فیلم، تهیه‌کننده، فیلم‌نامه‌نویس اهل ایالات متحده آمریکا بود.
وی کارگردان فیلم‌هایی همچون آندروکلس و نیمه‌شب بوده است.